# Крайовский мирный договор
Крайо́вский ми́рный догово́р, Крайовское соглашение (болг. Крайовска спогодба, рум. Tratatul de la Craiova) — мирное урегулирование территориальных вопросов между профашистски настроенными правительствами Болгарии и Румынии, подписанное в румынском городе Крайова, по которому 7 сентября 1940 года Румыния возвратила Болгарии регион Южная Добруджа и обе участницы договора согласились провести обмен населением (меньшинствами) на прилегающих к новой границе территориях.

## Предпосылки и последствия
В Румынии с сентября 1940 года власть уже перешла в руки правительства маршала Иона Антонеску, который фактически стал диктатором. При этом формально страна оставалась монархией. Сам румынский король Кароль II 6 сентября 1940 года был вынужден отречься от престола в пользу своего сына Михая и покинуть страну под давлением общественного мнения, возмущенного территориальными потерями, которые Каролю II не удалось предотвратить. Так, в 1940 году Румыния была вынуждена согласиться на передачу Советскому Союзу (под давлением Москвы и Берлина — для выполнения положений пакта Молотова — Риббентропа) Бессарабии (из которой была создана Молдавская Советская Социалистическая Республика) и передачу Украинской Советской Социалистической Республике Северной Буковины. Более того, второй Венский арбитраж 30 августа 1940 года передал Венгрии Северную Трансильванию. Стремясь компенсировать территориальные потери, Румыния становится союзницей Германии, рассчитывая на совместные боевые действия против СССР с целью возвращения утраченных территорий.

## Обмен населением
В ходе обмена населением румыноязычные поселенцы (румыны, моканы, аромуны, мегленорумыны), всего около 80 000 человек, большинство из которых осело здесь по настоянию правительства после Второй балканской войны 1913 года (тогда был заключен Бухарестский мирный договор 1913 года), покинули болгарскую территорию. Вместо них прибыли болгарские жители с румынской территории, всего около 65 000 человек. Со временем, с учётом числа поздних переселенцев, число уехавших румын было оценено в 110 тысяч, а приехавших болгар — 77 тысяч. Обмен населением привёл к значительной гомогенизации населения Добруджи, а также Румынии, создав условия для начала политики румынизации меньшинств в стране.